# Рено Меган
 Тази статия е за модела автомобили с двигател с вътрешно горене.  За модела електрически автомобили вижте Рено Меган Е-Тек Електрик.  
„Рено Меган“ (Renault Mégane) е модел средни автомобили (малки семейни, сегмент C) произвеждан от френската компания „Рено“ от 1995 година.
Базиран на „Меган“ е „Рено Сеник“, първият модерен MPV (многоцелеви автомобил) в компактния клас, произвеждан в Европа.
Второто поколение на „Меган“ става европейски „Автомобил на годината“ за 2003 година.

## Меган I (1995 – 2002)
Премиерата на Mégane I е през есента на 1995 г. като заместник на Рено 19. Автомобилът е с „ново лице“, но е създаден върху платформата, двигателя, шасито и трансмисията на своя предшественик. Вземайки името от концептуален автомобил на Рено от 1988 г., Меганът е доразвит съгласно новата корпоративна тема на Рено, представена от Patrick Le Quément при Рено Лагуна. Най-запомняща се е предната решетка в стил „птичи клюн“, взета на заем от легендарното Рено 16 от 60-те. Също както Рено 19 и Рено 11 преди него, Меган се произвежда в заводите на Рено във Франция и Испания.
През 1997 е представянето на Меган Сценик.
Двигателите са Renault E-type („Energy“) с 1.4 L, 1.6 L, 1.8 L, и F-type с 1.9 L дизел и 2.0 L бензин с 16 клапана. 1.9 литровия дизелов мотор е във варианти – атмосферен и с турбо нагнетяване.

### Фаза 2 (1999 – 2002)
Лек фейслифт през 1999 г. дава на Mégane I променена решетка, подобрена сигурност и оборудване, както и 16 нови клапанови двигатели. Този модел все още се произвежда в Аржентина, където се продава наред с второто поколение на Меган при значително по-ниски цени.

### Фаза 3 (2002 – 2008)
Във Венецуела, Аржентина и Колумбия оригиналният Меган все още може да се закупи нов. Той се предлага с двигателя LA04 (16 клапана, 1.6 литра, 115 кс), и се произвежда от Рено Колумбия и Аржентина, където и до днес е един от най-продаваните автомобили.

## Меган II (2002 – 2008)
Второто поколение на Меган излиза през 2002 г.  и е един напълно нов старт. Двата автомобила имат малки сходства. Новата версия е вдъхновена от новия стил на Рено, показан за първи път в Renault Avantime. Новият Меган е избран за Автомобил на 2003 г. в Европа и получава първия 5 звезден рейтинг в краш-тестовете на EuroNCAP  в своя клас.
Mégane II и Лагуна са примери за най-иновативните технологии на Рено в началото на 21 век. Безключовото запалване с карта на Рено, стандарт в Mégane II, е първото в този клас и е широко възприето впоследствие от другите производители. Опцията за панорамен стъклен покрив е друга сфера, в която Рено води, а останалите го следват.
В Бразилия Рено пускат версията „Hi-Flex“, която може да ползва за гориво освен безоловен бензин, етанол. Също както бразилските Сценик и Клио, двигателите на Меган могат да ползват всякаква смес от бензин и етанол, с помощта на вградения модул за електронен контрол на сместа. Версията с 16V 110 кс (115 кс с етанол) 1.6-литров двигател е създаден и произвеждан в Бразилия, но двулитровата версия не поддържа етанол, защото двигателят е произведен във Франция.
RenaultSport (RS) версията на хечбека е оборудвана с 16 клапанов бензинов турбо двигател с обем 2.0 литра и мощност 225 кс. Освен в двигателя, промени са направени и в геометрията на предното и задното окачване за по-добро управление.
Също както и при предишния Меган, моделите са разнообразни: хечбек с 3 и 5 врати, седан, комби и в замяна на купето и кабриолета е създаден новия Меган СС.
Купе-Кабриолет версията (СС) предлага иновативен плъзгащ се стъклен покрив и се превърна в култов автомобил с няколко големи клуба на собственици и почитатели. Въпреки многото конкурентни СС версии на другите производители, Меган СС се счита за един от най-атрактивните заради елегантния си силует с прибран покрив.
През първата цяла година на продажби, Меган 2 излиза на първо място във Франция с 198874 продадени автомобила за 2003 г.. Също така се продава добре и във Великобритания, превръщайки се в четвъртата най-популярна кола на Острова за 2005 г. и пета през 2004 и 2006 г. През 2007 г. обаче, моделът слиза на осмо място с едва 55 000 продадени броя.  Архив на оригинала от 2008-01-19 в Wayback Machine.

### Фаза 2 (2006 – 2008)
Моделът е ревизиран през 2006 г. Променен е интериора, нивото на оборудване и най-вече формата на решетката отпред. Новото предно окачване е взето от Меган 2.0 225 кс. То подобрява още повече поведението на автомобила и усещането за стабилност. Новият Нисан Сентра е базиран на платформата на Рено Меган от 2006 г.

## Меган III (2008 – 2016)
Третото поколение на Меган е предвидено да дебютира в края на 2008 г., за да отговори на конкурентите Fiat Bravo и Peugeot 308.  Моделът обаче е лишен от специфичната задница в хечбека на второто поколение.
През март 2008 г. е представен под формата на концептуален автомобил в Женева: Renault Mégane Coupé Concept .
През септември 2008 официално са представени едновременно Renault Mégane Berline 5 door и Mégane Coupé.

## Двигатели
| Модел                           | Обем на двиг. | Мощност (кс) | Макс.скорост | 0 – 100 km/h(s) |
| ------------------------------- | ------------- | ------------ | ------------ | --------------- |
| 1.4 Eco 8v Mk 1                 | 1390 cc       | 67           | 168 km/h     | 14.5            |
| 1.4 8v Mk 1                     | 1390 cc       | 75           | 170 km/h     | 14.3            |
| 1.4 8v Mk 1                     | 1390 cc       | 75           | 170 km/h     | 13.8            |
| 1.4 16v Mk 2                    | 1390 cc       | 80           | 170 km/h     | 13.5            |
| 1.4 16v Mk 1                    | 1390 cc       | 95           | 184 km/h     | 11.8            |
| 1.4 16v Mk 2                    | 1390 cc       | 98           | 183 km/h     | 12.5            |
| 1.6 8v Mk 1                     | 1598 cc       | 90           | 184 km/h     | 11.5            |
| 1.6 16v Mk 1                    | 1598 cc       | 110          | 198 km/h     | 9.8             |
| 1.6 16v Mk 2                    | 1598 cc       | 116          | 195 km/h     | 10.8            |
| 1.8 16v Mk 1                    | 1783 cc       | 115          | 199 km/h     | 9.0             |
| 2.0 8v Mk 1                     | 1998 cc       | 115          | 197 km/h     | 9.7             |
| 2.0 16v Mk 1                    | 1998 cc       | 150          | 210 km/h     | 8.7             |
| 2.0 16v Mk 2                    | 1998 cc       | 136          | 205 km/h     | 9.6             |
| 2.0 16v IDE Mk 1                | 1998 cc       | 140          |              |                 |
| 2.0 16v Turbo Mk 2              | 1998 cc       | 165          | 220 km/h     | 8.3             |
| 2.0 16v Turbo RenaultSport Mk 2 | 1998 cc       | 225          | 236 km/h     | 6.5             |
| 1.5 8v dCi Mk 2                 | 1461 cc       | 80           | 170 km/h     | 14.3            |
| 1.5 8v dCi facelift Mk 2        | 1461 cc       | 86           | 174 km/h     | 12.7            |
| 1.5 8v dCi Mk 2                 | 1461 cc       | 100          | 179 km/h     | 12.8            |
| 1.5 8v dCi facelift Mk 2        | 1461 cc       | 106          | 185 km/h     | 11.1            |
| 1.9 8v D Mk 1                   | 1870 cc       | 65           | 160 km/h     | 16.5            |
| 1.9 8v D Mk 1                   | 1870 cc       | 65           | 158 km/h     | 17.9            |
| 1.9 8v dT Mk 1                  | 1870 cc       | 95           | 180 km/h     | 12.3            |
| 1.9 8v dTi Mk 1                 | 1870 cc       | 100          | 183 km/h     | 12.3            |
| 1.9 8v dTi Mk 1                 | 1870 cc       | 80           | 170 km/h     | 13.8            |
| 1.9 8v dCi Mk 1                 | 1870 cc       | 102          | 188 km/h     | 11.5            |
| 1.9 8v dCi Mk 1                 | 1870 cc       | 90           | 174 km/h     | 12.9            |
| 1.9 8v dCi Mk 2                 | 1870 cc       | 120          | 196 km/h     | 10.5            |
| 1.9 8v dCi facelift Mk 2        | 1870 cc       | 130          | 200 km/h     | 9.0             |
| 2.0 16v dCi facelift Mk 2       | 1995 cc       | 150          | 210 km/h     | 8.7             |

## Електрическа версия
Електрическата версия на Меган Седан, която Рено разработва ще се предлага с доживотна гаранция, а плащането ще следва модела, установен от индустрията с мобилни телефони. След като закупи автомобила, собственикът ще се абонира за подмяна на акумулаторните батерии, на база на предвиден пробег. Презареждането ще се извършва в едно от 500 000 места, които Проект Better Place ще изгради и поддържа. 

## Забележки
1. ↑  First details of new Renault Mégane //  archive.cardesignnews.com.    Архивиран от оригинала на 2013-01-02. Посетен на 3 юли 2007.
2. ↑  Renault Megane //  euroncap.com.   Посетен на 3 юли 2007.
3. ↑  Auto Motor und Sport Heft 4 Seite 10.   Stuttgart, 2004.
4. ↑  Renault Megane gets face-lift for 2006 //  whatcar.com.   Посетен на 3 юли 2007.
5. ↑   www6.lexisnexis.com, архив на оригинала от 7 ноември 2012, https://web.archive.org/web/20121107070503/http://www6.lexisnexis.com/publisher/EndUser?Action=UserDisplayFullDocument&orgId=101846&topicId=103840033&docId=l%3A788745319, посетен на 25 август 2008